# ترانه‌شناسی جنیفر لوپز
جنیفر لوپز، خواننده آمریکایی ۹ آلبوم استودیویی، یک آلبوم ریمیکس، سه آلبوم گردآوری‌شده، یک آلبوم چندآهنگه، ۶۵ تک‌آهنگ (شامل ۱۴ تک‌آهنگ به عنوان هنرمند همراه)، پنج تک‌آهنگ خیریه و ۱۳ تک‌آهنگ تبلیغاتی منتشر کرده‌است. او نخستین ورود خود به جدول را در مه ۱۹۹۹ با تک‌آهنگ «اگر تو عشق من باشی» تجربه کرد، که در رتبه اول جدول شش کشور، از جمله ایالات متحده آمریکا قرار گرفت. سپس در پی آن، او نخستین آلبوم استودیویی خود، آن د سیکس (۱۹۹۹) را منتشر کرد، که در چندین کشور به پنج برتر رسید و چهار تک‌آهنگ دیگر از آلبوم از جمله هیت جهانی «در انتظار امشب» حاصل شد. انتشار همزمان دومین آلبوم استودیویی او، جی. لو و فیلم برنامه‌ریز عروسی در ژانویه ۲۰۰۱، لوپز را به نخستین سرگرمی‌ساز تبدیل کرد که در همان هفته دارای یک فیلم و آلبوم رتبه یک در ایالات متحده بود. این آلبوم چهار بار گواهی‌نامه پلاتین از انجمن صنعت ضبط موسیقی ایالات متحده آمریکا دریافت کرد و چهار تک‌آهنگ هیت، از جمله «عشق هزینه‌ای ندارد» و «من واقعی هستم» به ثمر رساند، که آخری به رتبه اول ۱۰۰ آهنگ داغ بیلبورد رسید. سال بعد آلبوم ریمیکس لوپز، جی تو د جی–لو! ریمیکس‌ها (۲۰۰۲) منتشر شد؛ که به اولین آلبوم ریمیکس در تاریخ تبدیل شد و در رتبه یک بیلبورد ۲۰۰ می‌رسد و تبدیل به یکی از پرفروش‌ترین آلبوم‌های ریمیکس در تمام دوران شد. سه تک آهنگ از آلبوم، از جمله «مسخره‌ست، نه؟ (ریمیکس ماردر)» منتشر شد که برای شش هفته متوالی در صدر ۱۰۰ آهنگ داغ بیلبورد قرار داشت.

## آلبوم‌ها

### آلبوم‌های استودیویی
| عنوان                                                                         | اطلاعات آلبوم                                                                                        | موقعیت در جدول‌ها | موقعیت در جدول‌ها | موقعیت در جدول‌ها | موقعیت در جدول‌ها | موقعیت در جدول‌ها | موقعیت در جدول‌ها | موقعیت در جدول‌ها | موقعیت در جدول‌ها | موقعیت در جدول‌ها | موقعیت در جدول‌ها | فروش                                                                                      | گواهی‌نامه‌ها |
| عنوان                                                                         | اطلاعات آلبوم                                                                                        | ایالات متحده     | استرالیا         | بلژیک (WA)       | کانادا           | فرانسه           | آلمان            | ایتالیا          | اسپانیا          | سوئیس            | بریتانیا         | فروش                                                                                      | گواهی‌نامه‌ها |
| ----------------------------------------------------------------------------- | --- | ---------------- | ---------------- | ---------------- | ---------------- | ---------------- | ---------------- | ---------------- | ---------------- | ---------------- | ---------------- | ----------------------------------------------------------------------------------------- | --- |
| آن د سیکس                                                                     | - انتشار: ۱ ژوئن ۱۹۹۹ - ناشر: ورک - فرمت‌ها: کاست، سی‌دی، دانلود دیجیتال                               | ۸                | ۱۱               | ۶                | ۵                | ۱۵               | ۳                | ۱۵               | ۱۲               | ۳                | ۱۴               | - جهانی: ۸٬۰۰۰٬۰۰۰ - ایالات متحده: ۲٬۹۰۰٬۰۰۰ - بریتانیا: ۲۳۶٬۰۰۰                          | - آمریکا: ۳× پلاتین - استرالیا: پلاتین - بلژیک: طلا - بریتانیا: پلاتین - آلمان: طلا - آی‌اف‌پی‌آی: پلاتین - آی‌اف‌پی‌آی سوئیس: پلاتین - کانادا: ۵× پلاتین - اسپانیا: ۲× پلاتین - فرانسه: 2x طلا                   |
| جی. لو                                                                        | - انتشار: ۲۳ ژانویه ۲۰۰۱ - ناشر: اپیک - فرمت‌ها: کاست، سی‌دی، دانلود دیجیتال                           | ۱                | ۲                | ۴                | ۱                | ۶                | ۱                | ۵                | ۱                | ۱                | ۲                | - جهانی: ۸٬۰۰۰٬۰۰۰ - ایالات متحده: ۳٬۸۰۰٬۰۰۰ - ایالات فرانسه: ۲۳۴٬۸۰۰ - بریتانیا: ۵۱۰٬۰۰۰ | - آمریکا: ۴× پلاتین - استرالیا: ۲× پلاتین - بلژیک: پلاتین - بریتانیا: ۲× پلاتین - آلمان: پلاتین - آی‌اف‌پی‌آی: ۲× پلاتین - آی‌اف‌پی‌آی سوئیس: ۲× پلاتین - کانادا: ۲× پلاتین - اسپانیا: 2x پلاتین - فرانسه: ۲× طلا |
| این منم… پس                                                                   | - انتشار: ۱۹ نوامبر ۲۰۰۲ - ناشر: اپیک - فرمت‌ها: کاست، سی‌دی، دانلود دیجیتال، ال‌پی                     | ۲                | ۱۴               | ۶                | ۵                | ۴                | ۴                | ۱۱               | ۱۲               | ۳                | ۱۳               | - جهانی: ۶٬۰۰۰٬۰۰۰ - ایالات متحده: ۲٬۶۰۰٬۰۰۰ - ایالات فرانسه: ۲۴۹٬۷۰۰                     | - آمریکا: ۲× پلاتین - استرالیا: پلاتین - بلژیک: طلا - بریتانیا: ۲× پلاتین - آلمان: طلا - آی‌اف‌پی‌آی: پلاتین - آی‌اف‌پی‌آی سوئیس: پلاتین - کانادا: ۲× پلاتین - اسپانیا: پلاتین - فرانسه: ۲× طلا                   |
| تولد دوباره                                                                   | - انتشار: ۱ مارس ۲۰۰۵ - ناشر: اپیک - فرمت‌ها: کاست، سی‌دی، سی‌دی/دی‌وی‌دی، دانلود دیجیتال، دوآل‌دیسک، ال‌پی | ۲                | ۱۰               | ۴                | ۲                | ۷                | ۳                | ۳                | ۲                | ۱                | ۸                | - ایالات متحده: ۷۴۶٬۰۰۰ - ایالات فرانسه: ۹۲٬۳۰۰                                           | - آمریکا: پلاتین - استرالیا: طلا - بریتانیا: طلا - آی‌اف‌پی‌آی سوئیس: طلا - کانادا: پلاتین - فرانسه: طلا |
| آنطور که یک زن دل می‌بازد                                                      | - انتشار: ۲۷ مارس ۲۰۰۷ - ناشر: اپیک - فرمت‌ها: کاست، سی‌دی، سی‌دی/دی‌وی‌دی، دانلود دیجیتال                | ۱۰               | —                | ۱۲               | ۵۰               | ۱۱               | ۴                | ۲                | ۲                | ۱                | ۱۳۱              | - جهانی: ۸۰۰٬۰۰۰ - ایالات متحده: ۲۱۸٬۰۰۰ - بریتانیا: ۷٬۳۶۴                                | - آی‌اف‌پی‌آی سوئیس: پلاتین - اسپانیا: پلاتین |
| شجاع                                                                          | - انتشار: ۹ اکتبر ۲۰۰۷ - ناشر: اپیک - فرمت‌ها: سی‌دی، سی‌دی/دی‌وی‌دی، دانلود دیجیتال                      | ۱۲               | ۴۶               | ۱۸               | ۱۳               | ۲۸               | ۴۱               | ۱۰               | ۲۱               | ۶                | ۲۴               | - جهانی: ۶۵۰٬۰۰۰ - ایالات متحده: ۱۷۳٬۰۰۰ - بریتانیا: ۲۱٬۱۷۹                               | |
| عشق؟                                                                          | - انتشار: ۳ مه ۲۰۱۱ - ناشر: آیلند - فرمت‌ها: سی‌دی، دانلود دیجیتال                                     | ۵                | ۹                | ۱۸               | ۲                | ۷                | ۴                | ۶                | ۳                | ۱                | ۶                | - ایالات متحده: ۳۵۳٬۰۰۰ - ایالات فرانسه: ۴۰٬۰۰۰                                           | - بریتانیا: طلا - آلمان: طلا - ایتالیا: طلا - آی‌اف‌پی‌آی سوئیس: طلا - کانادا: پلاتین |
| ای.کا.ای.                                                                     | - انتشار: ۱۷ ژوئن ۲۰۱۴ - ناشر: کپیتال - فرمت‌ها: سی‌دی، دانلود دیجیتال                                 | ۸                | ۲۴               | ۲۱               | ۱۲               | ۷۰               | ۲۴               | ۱۳               | ۱۴               | ۱۵               | ۴۱               | - ایالات متحده: ۸۱٬۰۰۰ - ایالات فرانسه: ۵٬۰۰۰                                             | |
| نشانهٔ «—» مواردی را نشان می‌دهد که در آن کشور منتشر نشده یا به جدول نرسیده‌اند. | |                  |                  |                  |                  |                  |                  |                  |                  |                  |                  |                                                                                           | |

### آلبوم‌های موسیقی متن
| عنوان                                                                         | اطلاعات آلبوم                                         | موقعیت در جدول‌ها | موقعیت در جدول‌ها | موقعیت در جدول‌ها | موقعیت در جدول‌ها | موقعیت در جدول‌ها | موقعیت در جدول‌ها | موقعیت در جدول‌ها | موقعیت در جدول‌ها | موقعیت در جدول‌ها | موقعیت در جدول‌ها | فروش | گواهی‌نامه‌ها |
| عنوان                                                                         | اطلاعات آلبوم                                         | ایالات متحده     | استرالیا         | بلژیک (WA)       | کانادا           | فرانسه           | آلمان            | ایتالیا          | اسپانیا          | سوئیس            | بریتانیا         | فروش | گواهی‌نامه‌ها |
| ----------------------------------------------------------------------------- | ----------------------------------------------------- | ---------------- | ---------------- | ---------------- | ---------------- | ---------------- | ---------------- | ---------------- | ---------------- | ---------------- | ---------------- | ---- | ----------- |
| باهام ازدواج کن                                                               | - منتشر می‌شود: ۲۰۲۱ - ناشر: سونی میوزیک لاتین، اریستا | —                | —                | —                | —                | —                | —                | —                | —                | —                | —                |      |             |
| نشانهٔ «—» مواردی را نشان می‌دهد که در آن کشور منتشر نشده یا به جدول نرسیده‌اند. |                                                       |                  |                  |                  |                  |                  |                  |                  |                  |                  |                  |      |             |

### آلبوم‌های ریمیکس
| عنوان                                                                         | اطلاعات آلبوم                                                            | موقعیت در جدول‌ها | موقعیت در جدول‌ها | موقعیت در جدول‌ها | موقعیت در جدول‌ها | موقعیت در جدول‌ها | موقعیت در جدول‌ها | موقعیت در جدول‌ها | موقعیت در جدول‌ها | موقعیت در جدول‌ها | موقعیت در جدول‌ها | فروش                                                      | گواهی‌نامه‌ها                                                                        |
| عنوان                                                                         | اطلاعات آلبوم                                                            | ایالات متحده     | استرالیا         | بلژیک (WA)       | کانادا           | فرانسه           | آلمان            | ایتالیا          | اسپانیا          | سوئیس            | بریتانیا         | فروش                                                      | گواهی‌نامه‌ها                                                                        |
| ----------------------------------------------------------------------------- | ------------------------------------------------------------------------ | ---------------- | ---------------- | ---------------- | ---------------- | ---------------- | ---------------- | ---------------- | ---------------- | ---------------- | ---------------- | --------------------------------------------------------- | ---------------------------------------------------------------------------------- |
| جی تو د جی–لو! ریمیکس‌ها                                                       | - انتشار: ۵ فوریه ۲۰۰۲ - ناشر: اپیک - فرمت‌ها: سی‌دی، دانلود دیجیتال، ال‌پی | ۱                | ۱۱               | ۹                | ۱۱               | ۱۴               | ۵                | —                | ۳۰               | ۱۴               | ۴                | - آمریکا: ۱٬۵۰۰٬۰۰۰ - فرانسه: ۱۱۴٬۸۰۰ - بریتانیا: ۳۳۱٬۰۰۰ | - آمریکا: پلاتین - استرالیا: طلا - بریتانیا: پلاتین - کانادا: پلاتین - فرانسه: طلا |
| نشانهٔ «—» مواردی را نشان می‌دهد که در آن کشور منتشر نشده یا به جدول نرسیده‌اند. |                                                                          |                  |                  |                  |                  |                  |                  |                  |                  |                  |                  |                                                           |                                                                                    |

### آلبوم‌های گردآوری‌شده
| عنوان                                                                         | اطلاعات آلبوم                                                                    | موقعیت در جدول‌ها | موقعیت در جدول‌ها | موقعیت در جدول‌ها | موقعیت در جدول‌ها | موقعیت در جدول‌ها | موقعیت در جدول‌ها | موقعیت در جدول‌ها | موقعیت در جدول‌ها | موقعیت در جدول‌ها | موقعیت در جدول‌ها | فروش                              | گواهی‌نامه‌ها      |
| عنوان                                                                         | اطلاعات آلبوم                                                                    | ایالات متحده     | استرالیا         | بلژیک (WA)       | کانادا           | فرانسه           | آلمان            | ایتالیا          | اسپانیا          | سوئیس            | بریتانیا         | فروش                              | گواهی‌نامه‌ها      |
| ----------------------------------------------------------------------------- | -------------------------------------------------------------------------------- | ---------------- | ---------------- | ---------------- | ---------------- | ---------------- | ---------------- | ---------------- | ---------------- | ---------------- | ---------------- | --------------------------------- | ---------------- |
| آن د سیکس / جی. لو                                                            | - انتشار: ۲۷ سپتامبر ۲۰۰۴ - ناشر: اپیک - فرمت‌ها: سی‌دی، دانلود دیجیتال            | —                | —                | —                | —                | —                | —                | —                | —                | —                | —                |                                   | - بریتانیا: نقره |
| تریپل فیچر                                                                    | - انتشار: ۹ نوامبر ۲۰۱۰ - ناشر: سونی - فرمت: سی‌دی                                | —                | —                | —                | —                | —                | —                | —                | —                | —                | —                |                                   |                  |
| دوباره برقص... محبوب‌ها                                                        | - انتشار: ۲۴ ژوئیه ۲۰۱۲ - ناشر: اپیک - فرمت‌ها: سی‌دی، سی‌دی/دی‌وی‌دی، دانلود دیجیتال | ۲۰               | ۲۰               | ۱۰               | ۳                | ۱۲               | ۱۵               | ۳                | ۵                | ۷                | ۴                | - آمریکا: ۱۲۶٬۰۰۰ - فرانسه: ۹٬۰۰۰ | - بریتانیا: طلا  |
| نشانهٔ «—» مواردی را نشان می‌دهد که در آن کشور منتشر نشده یا به جدول نرسیده‌اند. |                                                                                  |                  |                  |                  |                  |                  |                  |                  |                  |                  |                  |                                   |                  |

## آلبوم‌های چندآهنگه
| عنوان   | اطلاعات ای‌پی                                                                | موقعیت در جدول‌ها | موقعیت در جدول‌ها | فروش              | گواهی‌نامه‌ها                                                                 |
| عنوان   | اطلاعات ای‌پی                                                                | ایالات متحده     | فرانسه           | فروش              | گواهی‌نامه‌ها                                                                 |
| ------- | --------------------------------------------------------------------------- | ---------------- | ---------------- | ----------------- | --------------------------------------------------------------------------- |
| حلقه من | - انتشار: ۱۸ نوامبر ۲۰۰۳ - ناشر: اپیک - فرمت‌ها: سی‌دی/دی‌وی‌دی، دانلود دیجیتال | ۶۹               | ۸۴               | - آمریکا: ۲۷۵٬۰۰۰ | - آمریکا: ۳× پلاتین (ویدئو) - استرالیا: طلا (ویدئو) - بریتانیا: طلا (ویدئو) |